# Pietro Coppo
Pietro Coppo, italijanski geograf in kartograf * 1469 ali 1470, Benetke, † 1555 ali 1556, Izola.

## Življenjepis
Coppov rojstni datum ni točno znan, tako, da se v različnih virih pojavljata letnici 1469 in 1470. Njegov učitelj v mladosti je bil eden najuglednejših beneških zgodovinarjev, Marcantonio Sabellico. Že v mladosti je veliko potoval po Sredozemlju in kmalu začel risati zemljevide. Kasneje se je za nekaj let ustalil na Kreti, kjer je živel pri svojem stricu, nato pa je spoznal ugledno izolanko Calotto di Ugo, s katero se je poročil in se leta 1499 preselil v Izolo. V Izoli je živel do 29. januarja 1556 in tam opravljal notarski poklic. Kot ugleden meščan je večkrat predstavljal Izolo pri beneškem dožu.
Med bivanjem v Izoli je risal zemljevide in tam leta 1520 ustvaril svoje prvo veliko knjigo zemljevidov, imenovano De toto orbe. Leta 1528 je napisal in z zemljevidi opremil še eno knjigo, ki predstavlja enega prvih navigacijskih vodnikov na svetu, Portolano.
V svojem znamenitem atlasu je objavil tudi prvi dokaj natančen zemljevid Istre, ki ga je pri svojih šestdesetih začel risati na tedaj edini možen način. Več tednov je s čolnom plul ob obali Istre, nato pa se je za nekaj tednov odpravil še v notranjost polotoka, ki ga je prehodil po dolgem in počez. Na tem potovanju je prišel do zaključka, da je reka Timav nadaljevanje ponikalnice Reke. V tem atlasu je objavil tudi zemljevid sveta, na katerem je zarisal celo Ameriko, ki je bila v tistem času povsem nova celina in je imela status vojaške skrivnosti. Do podatkov o tej celini in grobi obliki njene obale je prišel preko dopisovanja s portugalskimi geografi.
Coppov atlas in lesorezi, iz katerih je natisnil zemljevide so večkrat izginili in se kasneje pojavili na različnih koncih Evrope. Lesorezi so danes sicer izgubljeni in so najverjetneje zgoreli v izolskem arhivu, ki ga je na začetku 20. stoletja uničil požar. Nekaj primerkov prvega, teoretičnega dela coppovega atlasa hranijo muzeji v Benetkah, v Londonu in v pariški narodni knjižnici, edini popolni atlas pa je bil ohranjen v Piranu in je bil leta 1955 izgubljen. Mnogi so verjeli, da je bil ukraden, a so ga leta 1982 našli na podstrešju piranskega muzeja in ga restavrirali. Leta 1986 so napravili ponatis v italijanščini, izdala pa ga je tržaška založba Lint.